# 慈眼寺 (東京都港区)
慈眼寺（じげんじ）は東京都港区三田四丁目にある曹洞宗の寺院である。山号は普門山。
定期的に坐禅の会、写経の会を催し、檀家以外にも門戸を開放している。

## 沿革
文禄2年（1593年）2月に大室芬撮を開基とし、玉翁芳轉が開山した。本尊は釈迦牟尼仏である。

## 行事
- 坐禅会（毎月二回06:30-07:30）
- 写経の会（毎月第二日曜日08:00-09:00）

## アクセス
- 東京メトロ南北線・都営地下鉄三田線 白金高輪駅より徒歩6分
- JR山手線・京浜東北線 田町駅より徒歩10分